# MGM-140 陸軍戰術導彈系統

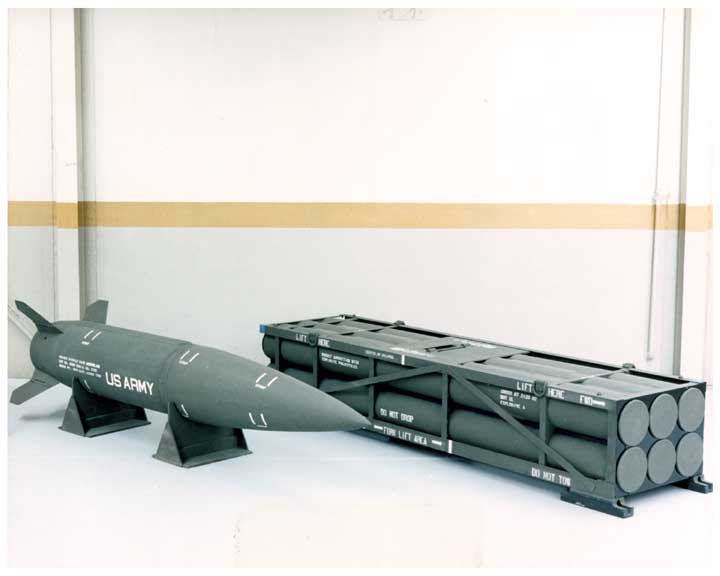
MGM-140 ATACMS模型彈與裝載彈藥模組

MGM-140陸軍戰術飛彈系統（英語：Army Tactical Missile System；縮寫：ATACMS /əˈtækəms/）是由美國洛克希德·马丁公司製造的地對地飛彈（SSM），它的射程超過100英里（160公里），採用固體燃料，高13英尺（4.0米），直徑24英寸（610毫米）。 
ATACMS可以由多管火箭炮發射，包括M270多管火箭系統（MLRS）和M142高機動性多管火箭系統（HIMARS），ATACMS發射容器和標準的MLRS火箭蓋一樣，有一個帶有六個圓圈的蓋子，不過這裡面只有一發。 
戰爭中首次使用ATACMS是在沙漠風暴行動期間，M270 MLRS共發射了32次。在伊拉克戰爭中，發射了450多枚導彈。截至2015年初，已在戰爭中發射超過560枚ATACMS飛彈。2024年以後，一部份被提供給烏克蘭用於深入打擊俄境內目標。

## 衍生型號

### MGM-140A - ATACMS Block I
代號M39，慣性導航，攜帶950個M74反人員及反物質（Anti-personnel and Anti‑materiel，APAM）集束炸彈，射程為25-165公里。在M39A1開始生產前的1990年至1997年共生產了1650枚M39。在波斯灣戰爭期間，有32枚M39向伊拉克目標發射，另外379枚在伊拉克戰爭中發射。剩餘的M39正在升級為M57E1。

### MGM-140B - ATACMS Block IA
代號M39A1，增加GPS制導，攜帶275-300個M74集束炸彈，射程為20-300公里。在1997年至2003年共生產了610枚M39A1。在伊拉克戰爭期間，有74枚M39A1向伊拉克目標發射。剩餘的M39A1正在升級為M57E1。

### MGM-164 - ATACMS Block II
代號M39A3（Block I 衍生型，最初稱為MGM-140C，量產型稱為MGM-164A），設計用於攜帶由诺斯洛普·格鲁门製造的13個智能反坦克集束炸弹（Brilliant Anti-Tank，BAT）。然而，在2003年底，美國陸軍終止了資助配備BAT的ATACMS，因此Block II從未正式裝備。

### ATACMS Block III
縱深穿透型，又名為TACMS-P，P=Penetrator（穿透），專為摧毀堅固目標而設計，配備Mk 4重返彈體的ATACMS Block IA，攜帶穿透式高爆彈頭，射程為250公里，原型在2004年3月試射，計畫隨後被中止，沒有投產。

### MGM-168 - ATACMS Quick Reaction Unitary（QRU）
代號M48，Block IVA，最初命名為 Block IA Unitary（MGM-140E），使用與Block IA相同的GPS制導。M48携带单个500磅（230千克）穿透式高爆彈頭（和魚叉飛彈WDU-18/B弹头同型），取代了原先的M74集束炸彈，该弹头在ATACMS系统中被重命名为WAU-23/B。射程為70-300公里。在M57開始生產前的2001年至2004年共生產了176枚M48。在伊拉克戰爭中，有16枚M48向伊拉克目標發射，另外42枚M48於持久自由行動期間被發射。開發合約於2000年12月開始，飛行測試於2001年4月開始。 第一份生產合約於2002年3月頒發。 受到飛彈技術管制體制（MTCR）的法律限制，而不是技術問題，射程為300公里。

### ATACMS TACMS 2000（T2K）
代號M57，GPS制導，它攜帶與M48相同的WAU-23/B彈頭。射程為70-300公里。在2004年至2013年共生產了513枚M57。精確度為圓機率誤差（CEP）9米。

### ATACMS Modification（MOD）
代號M57E1，GPS制導，M57E1是把老舊的M39和M39A1升級的型號，更新導航系統，升級制導系統的軟體和硬體，改善火箭推進劑，使用WAU-23/B彈頭取代M74集束炸彈，配備空爆近炸引信。升級程序於2017年開始，最初訂購了220枚升級的M57E1。

## 未來

### Service Life Extension program（SLEP）- 服務壽命延長計劃
2007年，由於成本原因，陸軍終止了ATACMS計劃，結束了補充庫存的能力。為了維持剩餘庫存，啟動了ATACMS服務壽命延長計劃（SLEP），翻新或替換推進和導航系統，用單一爆炸碎片彈頭取代集束炸彈彈頭，並增加近接引信選項以獲得區域效果，預計將於2018年開始交付。ATACMS SLEP是一項銜接計劃，旨在為分析、開發ATACMS的後繼者提供時間。後繼計劃可能在2022年左右就緒。
2015年1月，洛克希德·馬丁公司獲得開發和測試Block I ATACMS導彈新硬體的合約，以在2016年之前消除未爆彈的風險。第一個現代化的戰術導彈系統（TACMS）於2016年9月28日交付，更新了導航電子設備和增加了使用單一彈頭擊攻地區目標的能力，而不會留下未爆彈。洛克希德於2017年8月2日 作為SLEP的一部分，獲得了發射組件的生產合約。
2016年10月，據透露，ATACMS將把現有的尋標器升級，使其能夠攻擊陸地和海上的移動目標。

### 供烏克蘭使用
2022年8月，克里米亞空軍基地被襲擊，作為眾多可能性之一，有人認為烏克蘭已獲得ATACMS來完成這個任務。8月24日，美國國防部政策次長科林·卡爾說：“我們的評估是，與當前戰鬥直接相關的目標，不需要ATACMS來打擊。你知道，我們顯然會繼續與烏克蘭人就他們的需求進行對話，但我們目前的判斷是，我們應該關注GMLRS，而不是ATACMS。”
2023年2月，五角大樓負責俄羅斯和烏克蘭事務的國防部副助理部長蘿拉·庫珀表示，不會援烏ATACMS，因為美國擁有的數量太少。然而，美國總統拜登在2023年5月下旬表示，ATACMS對烏克蘭“仍在發揮作用（still in play）”。
2023年度美國國防授權法案授權生產和採購多達1700枚額外的ATACMS。
建議烏克蘭使用的另一種遠程打擊系統是波音和瑞典紳寶合作開發的GLSDB，射程為150公里。這是由GBU-39小直徑炸彈和M26火箭組合而成的地對地導彈。

### 精準打擊飛彈
2016年3月，為了滿足美國陸軍遠程精確火力（LRPF）的要求，洛克希德·马丁、波音和雷神技术公司宣布他们將開發一種新型導彈以取代ATACMS。PrSM將使用更先進的推進器飛得更快更遠（最初的飛行距離為500公里），同時體積更小，每個發射模組能裝載2枚導彈，令M270 MLRS和M142 HIMARS攜彈量較ATACMS翻倍。2020 年3月，由於技術問題，雷神技术公司的「深度打擊飛彈」（Deep Strike Missile，DSM）試射多次延後，無法為PrSM計劃進行導彈的飛行測試，因進度落後而退出競標。此後洛克希德·马丁負責主持該導彈的研發計劃。新武器計畫在2023年內具備初始作戰能力，最初的PrSM只能擊中陸地上的靜止目標，但後來的版本將可跟蹤陸地和海上的移動目標。
隨著美國退出中程導彈條約，PrSM的射程將超過條約限定的499公里。

## 用戶

藍色代表MGM-140操作国。橙色为未来将获得MGM-140的国家。

### 目前用戶
- 巴林：巴林皇家陸軍 （页面存档备份，存于）[37]
- 希腊：希臘陸軍[37]。
- ：2002年，韓國陸軍購買了111枚ATACMS Block I和110枚ATACMS Block IA導彈，這些導彈於2004年部署。韓國韓華集團的一家附屬公司在洛克希德·馬丁公司的許可下生產導彈系統彈藥。[38][39]
- 波蘭：[40]
- 羅馬尼亞：[40]
- 土耳其：[37]
- 阿联酋：2010年12月20日，洛克希德·馬丁公司獲得了一份價值9.16億美元的合約，為阿聯酋 提供226枚“戰術導彈”和24組發射改裝套件。[37]。
- 美国：美国陆军[37]和美国海军陆战队
- 乌克兰：自俄烏戰爭爆發起，美國已慷慨軍援烏克蘭多具M270及M142火箭炮，故烏軍完全具有使用ATACMS導彈的平台及能力。经历了长时间的延宕后，乌军于2023年秋季获得了ATACMS导弹。2023年10月17日，乌军在蜻蜓行动中首次使用了ATACMS，首战即摧毁了俄罗斯直升机，防空导弹系统在内的众多目标。
- 中華民國：2020年10月21日，美國國務院批准出售64枚ATACMS M57戰術飛彈、11輛M142發射車輛、7輛M1152A1悍馬車，後因M109A6自走砲採購案取消，改為增購ATACMS飛彈至84枚，而M142發射車則增購至29輛[41][42]。2024年10月，64枚MGM-140陸軍戰術導彈系統已提前運抵台灣，由駐守中台灣的陸軍第十軍團指揮部第五八砲兵指揮部官兵參與接裝訓練[43]。

### 取消採購
- 芬兰：芬蘭的70枚飛彈訂單於2014年3月被取消[44]。
- 荷蘭

### 類似導彈
- MGM-5伍長飛彈
- PGM-11紅石飛彈
- MGM-29軍士飛彈
- MGM-52長矛飛彈
- FROG-7砲兵飛彈（英语：FROG-7）
- 飛毛腿飛彈
- OTR-21“圆点”战术弹道导弹
- “游隼”战术导弹系统
- 9K720伊斯坎德尔
- P-12
- 大地戰術導彈（英语：Prithvi (missile)）
- 丹努什短程彈道導彈
- 普拉哈尔飛彈
- 赤楊多管火箭炮
- LORA飛彈（英语：LORA (missile)）